# Musique dans mon cœur
Pour plus de détails, voir Fiche technique et Distribution.
Musique dans mon cœur (Music in My Heart) est un film musical américain réalisé par Joseph Santley, sorti en 1940.

## Synopsis
New York, 1940. Robert Gregory (Tony Martin) est un chanteur immigré aux États-Unis. La chance lui sourit : alors qu'il n'a aucun papier lui permettant de rester sur cette terre d'accueil, il décroche un premier rôle à Broadway. Et bientôt l'amour : sa partenaire sur scène, Patricia O'Malley (Rita Hayworth), tombe follement amoureuse de lui alors qu'elle est déjà fiancée à un millionaire.

## Fiche technique
- Titre : Musique dans mon cœur
- Titre original : Music in My Heart
- Réalisation : Joseph Santley
- Scénario : James Edward Grant
- Dialogues : William Castle
- Production : Irving Starr
- Société de production : Columbia Pictures
- Photographie : John Stumar
- Direction musicale : Morris Stoloff
- Direction artistique : Lionel Banks
- Costumes : Robert Kalloch
- Montage : Otto Meyer
- Pays d'origine : États-Unis
- Format : Noir et blanc - Son : Mono (Western Electric Mirrophonic Recording)
- Genre : film musical et romance
- Durée : 70 minutes
- Dates de sortie :
  - États-Unis : 4 janvier 1940 (New York), 10 janvier 1940 (sortie nationale)
  - France : 14 décembre 1945

## Distribution
- Tony Martin : Robert Gregory
- Rita Hayworth : Patricia O'Malley
- Edith Fellows : Mary O'Malley
- Andre Kostelanetz et son orchestre
- Alan Mowbray : Charles Gardner
- Eric Blore : Griggs
- George Tobias : Sascha Bolitov
- Joseph Crehan : Mark C. Gilman
- George Humbert : Luigi
- Joey Ray : Miller
- Don Brodie : Taxi Driver